# Білоруська губернія
Білоруська губернія (рос. Белору́сская губернія) — історична адміністративно-територіальна одиниця Російської імперії, що існувала в 1796–1802 роках (менш як 5 років).

## Історія
Прийшовши до влади, Павло I провів нову адміністративно-територіальну реформу.
12 грудня 1796 р. була утворена Білоруська губернія із центром у м. Вітебськ, до якої входило 16 повітів: Білицький, Веліжський, Вітебський, Городокський, Динабурзький, Люцинський, Могильовський, Мстиславський, Невельський, Оршанський, Полоцький, Рогачовський, Себезький, Сєнненський, Чауський, Чериковський. До її складу ввійшли землі Полоцького й Могильовского намісництв.
Управляти такою великою за розмірами губернією було складно, і в 1801 р. Олександр І провів нову реформу. Згідно з нею Білоруська губернія 27 лютого 1802 р. була розділена на Вітебську й Могильовську губернії, які увійшли до складу Вітебського і Могильовського генерал-губернаторства.